# Bella Vista Norte
Bella Vista ist eine Stadt mit rund 10.000 Einwohnern im Departamento Amambay in Paraguay. Der Zusatz Norte wird zur Unterscheidung von einer gleichnamigen Stadt im Departamento Itapúa verwendet.
Gegründet wurde Bella Vista am 12. Oktober 1918; sie ist eine Grenzstadt zu Brasilien am Río Apa gelegen. Auf der gegenüberliegenden Seite des Flusses liegt die brasilianische Stadt Bela Vista im Bundesstaat Mato Grosso do Sul. Die Stadt lebt hauptsächlich von Landwirtschaft und Viehzucht.
Koordinaten: 22° 7′ S, 56° 31′ W